# Harta (Hungria)
Harta é uma vila da Hungria, situada no condado de Bács-Kiskun. Tem 129,68 km² de área e sua população em 2019 foi estimada em 3.239 habitantes.